# الانتخابات التشريعية الإسرائيلية 2009
انتخابات الكنيست الاسرائيلية 2009 وهي الانتخابات الثامنة عشر أُجريت في اسرائيل يوم الثلاثاء الموافق 10 شباط عام 2009.

## نتائج الانتخابات
بلغ عدد الأصوات الصالحة: 5,278,985 ، نسبة الحسم(%2): 67,470، وعدد الأصوات للحصول على مقعد في الكنيست: 27,246.
بناء على النتائج النهائية توزعت المقاعد على النحو التالي:
| إسم القائمة                                      | عدد الأصوات الصالحة | (%) الأصوات بالنسب المئوية | عدد المقاعد |
| ------------------------------------------------ | ------------------- | -------------------------- | ----------- |
| كاديما                                           | 758,032             | 22.5                       | 28          |
| الليكود (التكتل)                                 | 729,054             | 21.6                       | 27          |
| يسرائيل بيتنو                                    | 394,577             | 11.7                       | 15          |
| العمل                                            | 334,900             | 9.9                        | 13          |
| شاس                                              | 286,300             | 8.5                        | 11          |
| يهود التوراة والسبت أغودات يسرائيل - ديغل هتوراة | 147,954             | 4.4                        | 5           |
| القائمة العربية الموحدة - الحركة العربية للتغيير | 113,954             | 3.4                        | 4           |
| إيحود لئومي                                      | 112,570             | 3.3                        | 4           |
| الجبهة الديمقراطية للسلام والمساواة              | 112,130             | 3.3                        | 4           |
| الحركة الجديدة - ميرتس                           | 99,611              | 3.0                        | 3           |
| البيت اليهودي                                    | 96,765              | 2.9                        | 3           |
| التجمع الوطني الديمقراطي                         | 83,739              | 2.5                        | 3           |